# هيئة قضائية
الهيئة القضائية هي مجموعة من القضاة الذين يجلسون معًا لسماع سبب الدعوى والبت فيها، والتي تكون غالبًا استئنافًا لحكم صادر عن محكمة الدرجة الأولى. بالإضافة إلى ذلك في العديد من الدول التي تتبع النظام القانوني المدني، تُشكَّل محاكم الدرجة الأولى (أو المحاكم الابتدائية) أيضًا كهيئات قضائية تتكون من مجموعة من القضاة.